# Kriptozoologija
Kriptozoologija, pseudoznanstvena disciplina koja se bavi istraživanjem i pokušajima otkrivanja još nepoznatih vrsta životinja. Osnovao ju je Bernard Heuvelmans 1950. godine, a predstavlja neslužbeni dio zoologije. Pri tome se kriptozoologija kreće između ozbiljne znanosti i fantastike.
Smatra se da pored oko 1,5 milijuna poznatih vrsta, postoji još neizvjestan broj nepoznatih i neopisanih životinjskih vrsta. Neki znanstvenici pretpostavljaju, da se tamni broj kreće negdje oko 15 milijuna životinjskih vrsta. Većinu naslućuju unutar poznatih životinjskih grupa, recimo, među člankonošcima (insektima i paucima), i nemaju ništa s kriptozoologijom.

## Etimologija
Riječ kriptozoologija je složenica koja se sastoji od grčkih riječi kryptos (κρυπτός), što znaći "skriven" i zoologija (zoon + logia; znanonost o životinjama). Izvedenicu je prvi put uporabio Lucien Blancou 1959. godine.
Nepoznate životinje za kojima se traga nazivaju se kriptidi.

## O kriptozoologiji
Kriptozoologiju zanima prije svega dokazivanje postojanja velikih životinja koje se svrstavaju izvan postojećih kvalifikacijskih shema ili se smatraju odavno izumrlim. Jedan takav primjer je rod Coelacanthimorpha, koji pripada u razred riba koštunjača. Pored toga, postoje izviješća o velikim životinjama koje se lokalno smatraju poznatim ili ih se spominje u narodnoj predaji, ali se njihovo postojanje ignorira od strane tradicionalne zoologije, jer za njihovo postojanje nema pouzdanih dokaza. Kriptozoolozi rado ukazuju na komodo varane koji bi mogli biti pozadina za azijske legende o zmajevima. Uz to, relativno novi opisi javanskog nosoroga iz Vijetnama, kao i vijetnamskog šumskog goveda (nazvanog i Vu Quang govedo) pokazuju, da na svijetu postoje još neotkrivene vrste velikih životinja. Naročito udaljena i još neistražena područja kao na primjer velike oceanske dubine mogu skrivati još nepoznate vrste velikih životinja.
Međutim, treba povući jasnu crtu razgraničenja. Kad se negdje neočekivano otkrije nova vrsta koju do tada još niti jedan čovjek nije vidio, riječ je jednostavno o novootkrivenom biću, a ne o kriptidu. Takav je slučaj i Coelacanthimorpha koja također nije bila kriptid kad je slučajno otkrivena kao nova vrsta. Domoroci su ju odavno poznavali i povremeno izlovljavali nazivajući ju jednostavno velikom ribom. Mnoge danas vrlo dobro poznate vrste još su početkom 20. stoljeća bile poznate samo preko fantastičnih priča mjesnog stanovništva. Takav je slučaj bio i s brdskim gorilama u čije se postojanje dugo sumnjalo sve dok istraživači i lovci nisu uspjeli dokazati njihovo postojanje. Tako se mnoge životinje dugo nisu vidjele žive, nego samo pojedina krzna, lubanje ili pojedini dijelovi tijela, kao okapi (vrsta antilope) ili afrički paun. Istovjetna situacija bila je i s divovskom lignjom u čije se postojanje dugo sumnjalo, vjerujući da se radi tek o mitološkom biću iz mornarskih priča.
Među fascinantnije kriptide za kojima kriptozoolozi tragaju dugi niz godina spadaju brojni legendarnii humanoidi o kojima postoji niz lokalnih predaja u Aziji, Sjevernoj Americi i drugdje (Jeti, Bigfoot, Alma...), sauropodi (Nessie, Ogopogo, Mokele-mbembe...) i slična legendarna bića i životinje čije postojanje nije dokazano.
Kriptozoologija se smatra paraznanošću. Godine 2004. raspušteno je International Society of Cryptozoology (ISC), koje se zauzimalo za priznavanje kriptozoologije kao ozbiljne znanosti, a danas u raznim zemljama također postoje društva s istim namjerama.